# Un amor de Borges
Un amor de Borges es una película de Argentina dirigida por Javier Torre según su propio guion escrito en colaboración con Isabel de Estrada que se estrenó el 7 de septiembre de 2000 y que tuvo como protagonistas a Jean Pierre Noher, Inés Sastre e Inda Ledesma.

## Sinopsis
La relación entre Jorge Luis Borges, ya con prestigio como escritor, proveniente de una familia no pudiente pero de clase alta, conservador y dominado por su madre, y Estela Canto una joven argentina, desprejuiciada y por entonces desconocida escritora a quien aquel, enamorado, dedicó El Aleph. 

## Reparto
- Jean Pierre Noher	 ... Borges
- Inés Sastre ... Estela
- Inda Ledesma ... Madre de Borges
- Claudio Gallardou
- Alejandro Awada
- Mónica Galán ... Victoria Ocampo
- Gigí Ruá
- Héctor da Rosa
- María Laura Cali
- Daniel Beniluz

## Comentario
La crónica de Clarín dijo:

”Javier Torre exhibe un oficio muy ceñido, mientras consigue hacer cine de época sin excesivo costo. Pero, aunque es una típica obra de autor, no existiría sin estos intérpretes. Por lo menos, la mayoría de ellos: Jean Pierre Noher ha trabajado como orfebre para entregar un Borges casi minimalista —sin excesivas mutaciones, que tampoco estaban en el guion— aunque asombrosamente cálido. En sus antípodas, Inés Sastre aporta sólo su belleza y el físico del rol; por excepción comunica algo. Con el elenco secundario el nivel vuelve a ser alto. Si bien Leonor Acevedo, en manos de Inda Ledesma, asume nivel protagónico; de hecho, esa mamá dominante, acicateando permanentemente al hijo para que no se desvíe de su destino de grandeza, es el tercer vértice del triángulo. Acertados Claudio Gallardou (Patricio Canto) y Gigí Rua (Elvira de Alvear), y espectacular la Victoria Ocampo de Mónica Galán.

## Premios
La película logró el premio Kikito al mejor film latino y se hizo acreedora, además, al galardón de la crítica en el Festival de Granado, en Brasil y Jean Pierre Noher, que en la película encarna al escritor enfrentado a un romance imposible, fue laureado con una distinción especial por los miembros del jurado.
También ganó el premio a la mejor película en el XVI Festival de Cine de Trieste. En su fallo el jurado elogió "la capacidad de armonizar en la narración fílmica las imágenes, la poesía, el color, la reconstrucción histórica, la música y una interpretación de alto nivel".
Además, el filme obtuvo el premio a la banda sonora, a cargo de José Luis Castiñeira de Dios.
También logró dos premios en el Festival de Cines y Culturas de América Latina de Biarritz: el Sol de Oro a la mejor película y para Jean Pierre Noher el de mejor actor.
Por este filme Javier Torre recibió el Premio al Mejor Director en el Festival Internacional de Miami.